# Pablo Fragoso Dacosta
Pablo Fragoso Dacosta   () és un sindicalista gallec. És membre de la Confederació Intersindical Gallega i militant i simpatitzant amb el BNG, Anova i Causa Galiza.
Fou condemnat a pagar 1.260 euros per l'Audiència de La Corunya, i posteriorment confirmat pel Tribunal Constitucional, per un delicte d’«ultratges als símbols nacionals». En 30 d'octubre de 2014, Fragoso s'estava manifestant durant la cerimònia d'hissat de la bandera en les instal·lacions militars del Ferrol en el marc d'una vaga dels treballadors de la neteja però, segons la justícia espanyola, Fragoso hi va instar la crema de la bandera d'Espanya, la qual cosa ell ho nega.